# South Stoke, West Sussex
South Stoke är en ort och civil parish i Storbritannien.   Den ligger i grevskapet West Sussex och riksdelen England, i den södra delen av landet, 80 km söder om huvudstaden London. Arean är 5,4 kvadratkilometer.
Terrängen i South Stoke är platt.